# Багратион-Грузинский, Нугзар Петрович
Нугза́р Петро́вич Багратио́н-Грузи́нский (груз. ნუგზარ ბაგრატიონ-გრუზინსკი; 25 августа 1950, Тбилиси — 1 марта 2025, Тбилиси, Грузия) — советский и грузинский режиссёр, глава Багратион-Грузинской ветви династии Багратионов, претендент на главенство в доме Багратионов и гипотетический грузинский престол.

## Биография
Родился 25 августа 1950 года в Тбилиси, в семье поэта Петра Петровича Багратион-Грузинского (1920—1984) и его второй супруги Лии Дмитриевны Мгеладзе (род. 1924). Является прапраправнуком последнего царя независимого Картли-Кахетинского царства Георгия XII по прямой мужской линии, представителем Багратион-Грузинской ветви династии Багратионов.

### Творческая деятельность
Обучался в Тбилисском театральном университете: в 1971 году окончил актёрский факультет, в 1976 году — режиссёрский факультет.
В 1975 и 1980—1984 годах работал телевизионным режиссёром.
В 1975—1980 и 1984—1991 годах — директор Театра киноактёра имени Михаила Туманишвили.
В 1991—1994 годах — преподаватель Тбилисской государственной академии художеств.
В 1996—1997 года — главный режиссёр Тбилисского русского драматического театра имени А. С. Грибоедова.
С 1997 года — главный режиссёр Театра киноактёра.

### Аристократическая деятельность
В 2006 году заявил претензию на главенство в доме Багратионов как глава Багратион-Грузинской ветви, идущей от последнего грузинского царя Георгия XII.
В 2009 году его дочь Анна вышла замуж за Давида Багратиона-Мухранского, главу Багратион-Мухранских, другой ветки, претендующей на главенство в доме Багратионов, поскольку является старшей ветвью этого дома. В 2011 году в браке родился сын Георгий, в 2013 году супруги развелись. Право опеки над Георгием, наследником Багратионов-Мухранских, сохранила Анна, наследница Багратионов-Грузинских.
В 2019 году Багратион-Грузинский подал в суд на Багратиона-Мухранского по вопросу «самовольного использования царской грузинской фамилии».
Проживал в Тбилиси. Умер 1 марта 2025 года в возрасте 74 лет. Похоронен 6 марта в усыпальнице династии Багратионов Светицховели.

## Режиссёрская деятельность
Поставил следующие пьесы:
- «Двери хлопают[фр.]» (по Мишелю Фермо[англ.])
- «Пытки королевы» (по Михаилу Мревлишвили)
- «Затворница» (по Илье Чавчавадзе)
- «Реставрационные работы» (по Гураму Дочнашвили)
- «Аствац инчу Хамар» (по Нодару Думбадзе)

## Актёрская деятельность
- «Ну и молодёжь!» (1969, киностудия «Грузия-фильм», режиссёр — Резо Чхеидзе) — роль «Умника».

## Семья
С 10 февраля 1971 года состоял в браке с советской и грузинской актрисой Лейлой Кипиани, имеет двух дочерей:
- Анна (род. 1 ноября 1976, Тбилиси), учительница и журналистка. Первый брак — с Григорием Малания, от этого брака две дочери, Ирина (род. 2002) и Мариам (род. 2006). Второй брак — с 8 февраля 2009 года до 2013 года с Давидом Багратион-Мухранским, представителем Мухранской ветви Багратионов, в браке родился сын Георгий (род. 2011).
- Майя (род. 2 января 1978, Тбилиси), замужем за Николаем Чичинадзе, имеет двоих детей (Теймураза и Анну).